# Hermann Cordes
Hermann Cordes (* 18. April 1931 in Bremen; † 3. Dezember 2014 in Bremen) war ein deutscher Botaniker, Hochschullehrer an der Universität Bremen und Naturschutz-Aktivist.

## Biografie
Cordes studierte Botanik und Pädagogik und wurde später mit einer Arbeit über die Landschaftsgeschichte des Bremer Blocklands zum Dr. rer. nat. promoviert. Als Borgfelder machte er sich in der Nachkriegszeit für die hiesigen Pflanzen und Vögel stark und war als Naturschützer aktiv und bekannt. Er war zunächst als Lehrer in Bremen-Borgfeld und Rockwinkel tätig. Nach 1970 wurde er an die Universität Bremen berufen und hatte den Lehrstuhl für Vegetationskunde und Naturschutz. Von 1974 bis 1976 sowie von 1992 bis 1995 war er Sprecher des Fachbereichs Biologie und zeitweise  Konrektor der Universität.
Er trug erheblich dazu bei, dass die Ausweisung von Landschaftsschutzgebieten in Bremen ab den 1970er Jahren erheblich zunahm, als  Albert Müller (SPD) als Senator hauptverantwortlich für den Bereich Natur und Umwelt in Bremen zuständig wurde (siehe Liste der Landschaftsschutzgebiete in der Freien Hansestadt Bremen).
Bekannt wurde er in den 1970er/1980er Jahren, zusammen mit Gerold Janssen, durch den Kampf gegen die umfangreichen Bebauungsabsichten mit einer „Hollerstadt“ im  Hollerland in Horn-Lehe. Das Gebiet ist wegen seines Artenreichtums international bedeutsam. Die Bürgerinitiative für die Erhaltung des Hollerlandes erreichte den Erhalt der norddeutschen Kulturlandschaft. 2004 ist das Naturschutzgebiet Westliches Hollerland mit 293 ha das drittgrößte in Bremen. Cordes stellte die Zusammenarbeit mit seinem Freund Janssen so dar: „Wir haben mit unterschiedlichen Waffen gekämpft. Er mit dem Holzhammer, ich mit dem Florett.“
Der in Gröpelingen geborene Cordes lebte in Borgfeld.

## Weitere Mitgliedschaften
- Cordes war langjähriges Mitglied der Wittheit zu Bremen und von 1975 bis 1991 Vizepräsident der Gesellschaft.
- Er war Mitglied, Arbeitskreisleiter, Vorsitzender und Ehrenvorsitzender des Naturwissenschaftlichen Vereins zu Bremen.
- Er war Mitglied und viele Jahre Vorsitzender des BUND – Landesverband Bremen.[2]

## Ehrungen
- Die Hermann-Cordes-Obstwiese, eine Naturzone auf dem Gelände der Hans-Wendt-Stiftung zwischen Lehester Deich und Oberneuland, wurde nach ihm benannt.

## Werke
- Moorkundliche Untersuchungen zur Entstehung des Blocklandes bei Bremen, Kiel, 1966.
- Das Leberblümchen – die Blume des Jahres 2013. In: Heimat-Rundblick. Geschichte, Kultur, Natur. Nr. 104, 1/2013 (Frühjahr 2013). Druckerpresse-Verlag, ISSN 2191-4257.
- mit Thomas Kaiser, Henning von der Lancken: Naturschutzgebiet Lüneburger Heide. Geschichte, Ökologie, Naturschutz. Hauschild Verlag, Bremen 1997, ISBN 3-931785-36-X.
- Beteiligt an: Atlas der Farn- und Blütenpflanzen des Weser-Elbe-Gebietes Bremen. Hauschild, Bremen 2006.